# The Mamas (группа)
The Mamas — шведско-американская группа с жанрами соул и евангельской музыки. Они должны были представить Швецию на Евровидении-2020 с песней «Move». Но из-за вспышки коронавируса в Европе, конкурс впервые за 64 года был отменён. Вскоре после этого стало известно, что группа не будет представлена на конкурсе следующего года.

## Карьера
В состав группы входят Эшли Хейнс (родилась 19 января 1987 года в Вашингтоне, округ Колумбия), Лулу Ламот (родилась 16 апреля 1981 года в Мальмё) и Дина Йонас Манна (родилась 5 сентября 1981 года в Стокгольме). Член-основатель Пэрис Ренита покинула группу в 2019 году.
Как часть из четырёх частей, группа предоставила бэк-вокал для песни Melodifestivalen 2019 Джона Лундвика «Too Late For Love». Лундвик и The Mamas выиграли конкурс и представили Швецию на конкурсе песни Евровидение-2019, проходившем в Тель-Авиве, Израиль. Песня заняла 5-е место в финале.
В конце 2019 года было объявлено, что The Mamas вернутся на Melodifestivalen со своей собственной песнью — «Move». Они выступили в первом полуфинале 1 февраля 2020 года в Линчёпинге и сразу попали в финал, который состоялся 7 марта 2020 года на Френдс Арене в Стокгольме.
The Mamas выиграли Melodifestivalen 2020 с 137 очками и должны были представлять Швецию на конкурсе песни Евровидение-2020 в Роттердаме, Нидерланды.

## Дискография

### Синглы
| Название | Год  | Наивысшая позиция в чарте | Альбом           |
| Название | Год  | SWE                       | Альбом           |
| -------- | ---- | ------------------------- | ---------------- |
| «Move»   | 2020 | 1                         | Non-album single |